# Prix Bertolt-Brecht
Pour les articles homonymes, voir Bertolt Brecht et Brecht.
Le prix Bertolt-Brecht est un prix littéraire attribué tous les trois ans depuis 1995 par la ville d'Augsbourg, ville natale de Bertolt Brecht. 
En 2006, en raison du 50e anniversaire de la mort de Brecht, l'attribution du prix a été avancée d'un an.
Il s'agit d'un des prix littéraires les mieux dotés d'Allemagne (15 000 euros).
Le prix est décerné à des personnalités « qui se sont distinguées dans leur création littéraire par une analyse critique du monde contemporain ».

## Lauréats
- 1995 : Franz Xaver Kroetz
- 1998 : Robert Gernhardt
- 2001 : Urs Widmer
- 2004 : Christoph Ransmayr[1]
- 2006 : Dea Loher
- 2010 : Albert Ostermaier
- 2013 : Ingo Schulze
- 2016 : Silke Scheuermann
- 2018 : Nino Haratischwili[2]
- 2020 : Sibylle Berg[3]
- 2023 : Lutz Seiler[4]